# حصار القدس (597 قبل الميلاد)

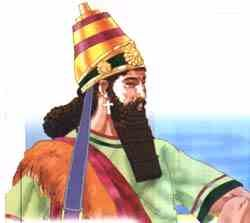

في 601 قبل الميلاد السنة الرابع من حكم نبوخذنصر الثاني ملك بابل حاول احتلال مصر وفشل وتكبد خسائر جسيمة مما أدى لثورة عدة دول في بلاد الشام كانت خاضعة له منها مملكة يهودا التي توقف ملكها يهوياقيم وبعد وفاته ابنه الملك يهوياكين عن دفع الجزية لنبوخذ نصر. حصر جيش نبوخذنصر القدس بسبب العصيان اليهودي حتى استسلام الملك يهوياكين.
في عام 597 ق م أخرج نبوخذنصر ممتلكات القدس وجميع خزائن الهيكل ونفى الملك وعائلته وحاشيته والأعيان مع قسم كبير من سكان المملكة يصل عددهم عشرة آلاف إلى بابل منهم حزقيال ودانيال. حسب الكتاب المقدس لم يبق أحد إلا فقراء الأرض.
هذه الفترة هي بداية الأحداث التي أدت إلى خراب الهيكل الأول، وتفاصيلها موصوفة في العهد القديم :
وَجَاءَ نَبُوخَذْنَصَّرُ مَلِكُ بَابِلَ عَلَى الْمَدِينَةِ وَكَانَ عَبِيدُهُ يُحَاصِرُونَهَا. فَخَرَجَ يَهُويَاكِينُ مَلِكُ يَهُوذَا إِلَى مَلِكِ بَابِلَ هُوَ وَأُمُّهُ وَعَبِيدُهُ وَرُؤَسَاؤُهُ وَخِصْيَانُهُ، وَأَخَذَهُ مَلِكُ بَابِلَ فِي السَّنَةِ الثَّامِنَةِ مِنْ مُلْكِهِ. وَأَخْرَجَ مِنْ هُنَاكَ جَمِيعَ خَزَائِنِ بَيْتِ الرَّبِّ وَخَزَائِنِ بَيْتِ الْمَلِكِ، وَكَسَّرَ كُلَّ آنِيَةِ الذَّهَبِ الَّتِي عَمِلَهَا سُلَيْمَانُ مَلِكُ إِسْرَائِيلَ فِي هَيْكَلِ الرَّبِّ، كَمَا تَكَلَّمَ الرَّبُّ. وَسَبَى كُلَّ أُورُشَلِيمَ وَكُلَّ الرُّؤَسَاءِ وَجَمِيعَ جَبَابِرَةِ الْبَأْسِ، عَشَرَةَ آلاَفِ مَسْبِيٍّ، وَجَمِيعَ الصُّنَّاعِ وَالأَقْيَانِ. لَمْ يَبْقَ أَحَدٌ إِلاَّ مَسَاكِينُ شَعْبِ الأَرْضِ. وَسَبَى يَهُويَاكِينَ إِلَى بَابِلَ. وَأُمَّ الْمَلِكِ وَنِسَاءَ الْمَلِكِ وَخِصْيَانَهُ وَأَقْوِيَاءَ الأَرْضِ سَبَاهُمْ مِنْ أُورُشَلِيمَ إِلَى بَابِلَ. وَجَمِيعُ أَصْحَابِ الْبَأْسِ، سَبْعَةُ آلاَفٍ، وَالصُّنَّاعُ وَالأَقْيَانُ أَلْفٌ، وَجَمِيعُ الأَبْطَالِ أَهْلِ الْحَرْبِ، سَبَاهُمْ مَلِكُ بَابِلَ إِلَى بَابِلَ.

## المصدر
http://en.wikipedia.org/wiki/Siege_of_Jerusalem_(597_BC)